# دون كينان
دون كينان هو لاعب هوكي الجليد كندي، ولد في 8 أغسطس 1938 في تورونتو في كندا، وتوفي في 29 نوفمبر 2005.

## وصلات خارجية
- دون كينان على موقع دوري الهوكي الوطني (الإنجليزية)
- دون كينان على موقع قاعة مشاهير الهوكي (لاعب أن.إتش.أل) (الإنجليزية)
- دون كينان على موقع EliteProspects.com (الإنجليزية)
- دون كينان على موقع HockeyDB.com (الإنجليزية)
- دون كينان على موقع Hockey-Reference.com (الإنجليزية)